# 2A82
Die 2A82 ist eine russische Kampfwagenkanone im Kaliber 125 mm. Sie ist die Hauptwaffe des Kampfpanzers T-14 und vorerst nur unter ihrer GRAU-Index-Nummer 2A82 bekannt.

## Entwicklung
Ende der 1980er-Jahre wurde im Konstruktionsbüro Nr. 9 in Jekaterinburg an der Bewaffnung künftiger Kampfpanzer geforscht. Hauptentwicklungsziel war die Steigerung der Durchschlagsleistung. Es wurden verschiedene Konzepte untersucht und miteinander verglichen, von denen schließlich zwei, eine 125-mm-Glattrohrkanone (die spätere 2A82) und eine 152-mm-Glattrohrkanone (2A83), zur weiteren Entwicklung ausgewählt wurden. Diese Kanonen wurden unter anderem in den Versuchspanzern Objekt 640, Objekt 477 und T-95 erprobt. Dabei stellte sich zum Beispiel heraus, dass der theoretische Leistungsvorteil der 152-mm-Kanone in der Praxis nicht so groß war, als dass er deren Nachteile wie höheres Gewicht, voluminösere Munition (und dadurch geringerer Munitionsvorrat) überwog. Daher wurde die 125-mm-Glattrohrkanone 2A82 als Bewaffnung des neuen Kampfpanzers ausgewählt.
Im Zusammenhang mit dieser Entwicklung wurden mehrere Patente erteilt.
Zunächst war vorgesehen, mit dieser Kanone auch die im Dienst befindlichen mit der 125-mm-Kanone 2A46 ausgerüsteten Panzer wie die T-72, T-80 und T-90 im Zuge einer Kampfwertsteigerung mit der neuen Kanone auszustatten, doch dies scheiterte letztendlich an der neuen Munition, die länger ist und nicht in die Ladeautomaten dieser Panzer passt. Die 2A82 ist zwar abwärtskompatibel, was bedeutet, dass mit ihr auch die gesamte Palette älterer 125-mm-Munition verschossen werden kann, doch werden damit keine wesentlich höheren Leistungen als die der 2A46 erzielt.
Im T-14 wird die Variante 2A82-1M verwendet, die keinen Ejektor benötigt, da der T-14 einen unbemannten Turm hat.

## Beschreibung
Die 2A82 ist eine halbautomatische Kanone im Kaliber 125 mm. Sie ist vollstabilisiert und besteht aus den Baugruppen Rohr, Bodenstück mit Verschluss sowie Rohrwiege, Rücklaufeinrichtung und Abfeuereinrichtung. Das glatte Rohr ist mit dem Bodenstück verschraubt. Die Kanone ist in einer Jackenwiege gelagert und mit einem Flachkeilverschluss ausgestattet. Die Bezeichnung „halbautomatische Kanone“ bezieht sich hier lediglich darauf, dass kein Dauerfeuermodus zur Verfügung steht, während sonst bei Artillerie dieser Terminus üblicherweise für Geschütze verwendet wird, die nach dem Abfeuern die Kartusche/Hülse selbsttätig auswerfen und die Abfeuereinrichtung spannen, während der nächste Schuss manuell geladen werden muss.
Ebenso wie die 2A46M hat die 2A82 eine zweiteilige, symmetrische Rückholvorrichtung und es ist anzunehmen, dass ihr Rohr auch ebenfalls im Autofrettage-Verfahren hergestellt wird. Es wird angenommen, dass elektrohydraulische Richtantriebe verwendet werden.

## Munition
Die Munition der 2A82 ist zweiteilig. Sie besteht aus dem Geschoss und der Teilabbrandkartusche, die separat im Ladekarussell gelagert werden. Beim Ladevorgang führt der Ladeautomat zunächst das Geschoss und dann die Kartusche der Ladeschale zu, worauf beide zusammen ins Rohr geschoben werden. Nach dem Schuss verbleibt lediglich der Kartuschboden, der von der Hülsenfangvorrichtung gefangen und durch eine kleine Luke an der Turmrückwand ins Freie ausgeworfen wird. Bei den Rohrraketen wird eine besondere Kartusche verwendet, die lediglich eine Ausstoßladung enthält.
Gegenüber der Vorgängermunition können nun stärkere Treibladungen verwendet werden, da der maximal mögliche Rohrinnendruck von etwa 510 MPa auf 770 MPa erhöht wurde. Außerdem können nun bis zu 950 mm lange Penetratoren verschossen werden. Die Anfangsgeschwindigkeit der Geschosse stieg von etwa 1800 m/s auf über 2000 m/s, obwohl sie länger und damit schwere als die bisherigen Geschosse sind.
Neben Wuchtgeschossen stehen Hohlladungsgranaten und Rohrraketen zur Verfügung.